# ديفيد فرومكين
ديفيد هنري فرومكين (بالإنجليزية: David Fromkin)‏ (27 أغسطس 1932  –  11 يونيو 2017) كان مؤلفًا ومحام ومؤرخ أمريكي، اشتهر بروايته التاريخية عن الشرق الأوسط سلام لإنهاء كل السلام (1989)، حيث يروي الدور الذي لعبته القوى الأوروبية بين عامي 1914 و 1922 في إنشاء الشرق الأوسط الحديث، ورشح الكتاب للقائمة النهائية في كل من جائزة دائرة نقاد الكتاب الوطنية وجائزة بوليتزر. 
كتب فرومكين سبعة كتب في المجموع، وآخرها في عام 2007 تحت عنوان (The King and the Cowboy: Theodore Roosevelt and Edward the Seventh ، Secret Partners).

## حياته
ولد فرومكين في ميلووكي، بولاية ويسكونسن، في 27 أغسطس عام 1932.
تخرج من كلية الحقوق جامعة شيكاغو، وكان أستاذًا فخريًا للتاريخ والعلاقات الدولية والقانون في مدرسة باردي للدراسات العالمية بجامعة بوسطن، حيث كان أيضًا مديرًا لمركز (فريديرك سي. باردي للدراسات المستقبلية)، كما كان عضوا في مجلس العلاقات الخارجية بجامعة بوسطن. 
قبل حياته المهنية كمؤرخ كان فرومكين محامياً ومستشاراً سياسياً في حملة الانتخابات التمهيدية الديمقراطية عام 1972 كمستشار للسياسة الخارجية للمرشح هوبير همفري، بصفته محاميًا عمل كمدعي ومستشار دفاع في سلاح الدفاع بالقاضي العام للجيش، ثم شريكاً مساعدًا في شركة سيمبسون ثاشر وبارتليت للمحاماة، وعين كملازم أول للإشراف القضائي على مباحثات الاتفاقية طويلة المدى SOFA بفرنسا.
تقاعد كأستاذ فخري في عام 2013. 

## مؤلفاته
ترك فرومكين عدة مقالات منشورة في مجلات وجرائد مختلفة، لعل أهمها في فورين آفيرز ونيويورك تايمز، كما خطَّ عدة كتب منشورة منها: «سؤال الحكومة: بحث في تفكك النظم السياسية الحديثة» (1975م.)، «استقلال الأمم» (1981م.) «في زمن الأمريكان: روزفلت، آيزنهاور، مارشال، مكآرثر؛ الجيل الذي غيَّـر دور أمريكا في العالم» (1995م.)، وكتابه الأبرز والأكثر مبيعًا وشهرةً: «سلام ما بعده سلام» (1989م.). وهناك أيضًا آخر كتبه: «الملك وراعي البقر: تيودور روزفلت وإدوارد السابع؛ شركاء في السر» وهو الكتاب المنشور عام 2007م.
وقد نُقل للعربية كتابه الأبرز والأفضل مبيعًا مرتين؛ وهو كتاب «a Peace to End all Peaces: creating the Modern middle east 1914-1922». المرة الأولى عام 1992م. تحت اسم (سلام ما بعده سلام) وقد صدر عن دار رياض الريس للكتب والنشر بلندن، وأما الثانية فهي تحت اسم:«نهاية الدولة العثمانية وتشكيل الشرق الأوسط» عن دار عدنان ببغداد عام 2015.

## نقد
انتقد نعوم تشومسكي فرومكين بسبب تأييده لتدخل الناتو المدعوم من الولايات المتحدة في حرب كوسوفو.

## الوفاة
توفي في 11 يونيو في مانهاتن، مدينة نيويورك بسبب قصور في القلب كما قال ابن أخيه، عن عمر يناهز 84.